# Куп Мађарске у фудбалу 1927/28.
Куп Мађарске у фудбалу 1927/28. (мађ. 1927–1928-es magyar labdarúgókupa) је било 11. издање серије, на којој је екипа Ференцвароша тријумфовала по 4. пут. 
У овом издању Купа Мађарске је учествовало је 169. тимова. Неколико удружења је такође покренуло своје професионалне и аматерске екипе. Ференцварош ТК и ФК Атила су се пласирали у финале 24. јуна 1928. године. У историји купа, Атила је био први државни тим који се пласирао у финале. 

## Четвртфинале
| 1. екипа       | Резултат | 2. екипа           |
| -------------- | -------- | ------------------ |
| ФК Ференцварош | 9 : 3    | ФК Печуј−Барања    |
| ФК Хунгарија   | 3 : 2    | ФК Шабарија        |
| ФК Атила       | 2 : 1    | ФК Трећи округ ТВЕ |
| ФК Ујпешт      | 5 : 2    | ФК Вашаш           |

## Полуфинале
| 1. екипа       | Резултат | 2. екипа     |
| -------------- | -------- | ------------ |
| ФК Ференцварош | 2 : 1    | ФК Ујпешт    |
| ФК Атила       | 2 : 1    | ФК Хунгарија |

## Финале
| ФК Ференцварош                                                      | 5 : 1    | ФК Атила                                           |
| ------------------------------------------------------------------- | -------- | -------------------------------------------------- |
| Вилмош Кохут 22’ 60’ 66’ · Франтишек Седлачик 80’ · Јожеф Тураи 89’ | Извештај | Емил Риф 51’ · Антал Пруха 61’ · Антон Поволни 61’ |